# Saint-Élix-Theux
Pour les articles homonymes, voir Theux (homonymie).
Saint-Élix-Theux (Sent Helitz e Teus en gascon) est une commune française située dans le sud du département du Gers en région Occitanie. Sur le plan historique et culturel, la commune est dans le pays d'Astarac, un territoire du sud gersois très vallonné, au sol argileux, qui longe le plateau de Lannemezan.
Exposée à un climat océanique altéré, elle est drainée par la Baïse et par divers autres petits cours d'eau. La commune possède un patrimoine naturel remarquable composé de deux zones naturelles d'intérêt écologique, faunistique et floristique.
Saint-Élix-Theux est une commune rurale qui compte 87 habitants en 2022, après avoir connu un pic de population de 423 habitants en 1861.  Elle fait partie de l'aire d'attraction d'Auch.
Ses habitants sont appelés les Saint-Elixois.

## Géographie

### Localisation

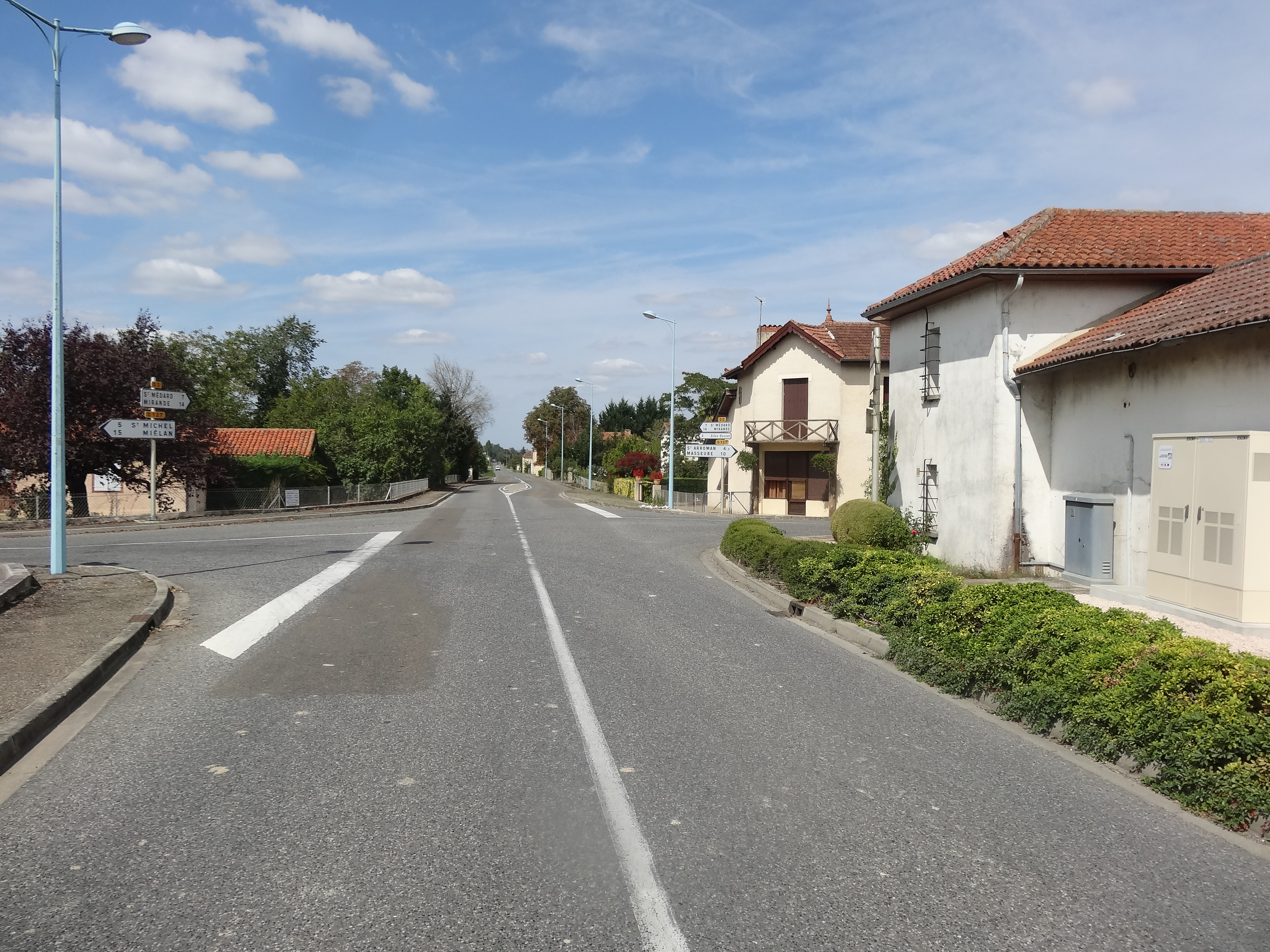
La D2, route principale du village.

Saint-Élix-Theux est une commune située sur la Petite Baïse et faisant partie de la région historique de l'Astarac, en Gascogne.

### Communes limitrophes
Les communes limitrophes sont  Lagarde-Hachan, Moncassin, Saint-Arroman, Saint-Michel et Sauviac.
|              | Moncassin        |                |
| Saint-Michel | Saint-Élix-Theux | Saint-Arroman  |
|              | Sauviac          | Lagarde-Hachan |

### Géologie et relief
Saint-Élix-Theux se situe en zone de sismicité 2 (sismicité faible).

### Climat
Pour des articles plus généraux, voir Climat de l'Occitanie et Climat du Gers.
En 2010, le climat de la commune est de type climat océanique altéré, selon une étude s'appuyant sur une série de données couvrant la période 1971-2000. En 2020, Météo-France publie une typologie des climats de la France métropolitaine dans laquelle la commune est toujours exposée à un climat océanique altéré et est dans la région climatique Aquitaine, Gascogne, caractérisée par une pluviométrie abondante au printemps, modérée en automne, un faible ensoleillement au printemps, un été chaud (19,5 °C), des vents faibles, des brouillards fréquents en automne et en hiver et des orages fréquents en été (15 à 20 jours).
Pour la période 1971-2000, la température annuelle moyenne est de 13,1 °C, avec une amplitude thermique annuelle de 15,3 °C. Le cumul annuel moyen de précipitations est de 823 mm, avec 10,2 jours de précipitations en janvier et 6,3 jours en juillet. Pour la période 1991-2020, la température moyenne annuelle observée sur la station météorologique la plus proche, située sur la commune de Mirande à 11 km à vol d'oiseau, est de 13,6 °C et le cumul annuel moyen de précipitations est de 818,5 mm,. Pour l'avenir, les paramètres climatiques de la commune estimés pour 2050 selon différents scénarios d’émission de gaz à effet de serre sont consultables sur un site dédié publié par Météo-France en novembre 2022.

### Milieux naturels et biodiversité
L’inventaire des zones naturelles d'intérêt écologique, faunistique et floristique (ZNIEFF) a pour objectif de réaliser une couverture des zones les plus intéressantes sur le plan écologique, essentiellement dans la perspective d’améliorer la connaissance du patrimoine naturel national et de fournir aux différents décideurs un outil d’aide à la prise en compte de l’environnement dans l’aménagement du territoire.
Une ZNIEFF de type 1 est recensée sur la commune :
les « bois de Maramon et Coume de Laugadère » (148 ha), couvrant 2 communes du département et une ZNIEFF de type 2, : 
le « coteau en rive droite de la Baïsole » (587 ha), couvrant 7 communes du département.

Carte des ZNIEFF de type 1 et 2 à Saint-Élix-Theux.
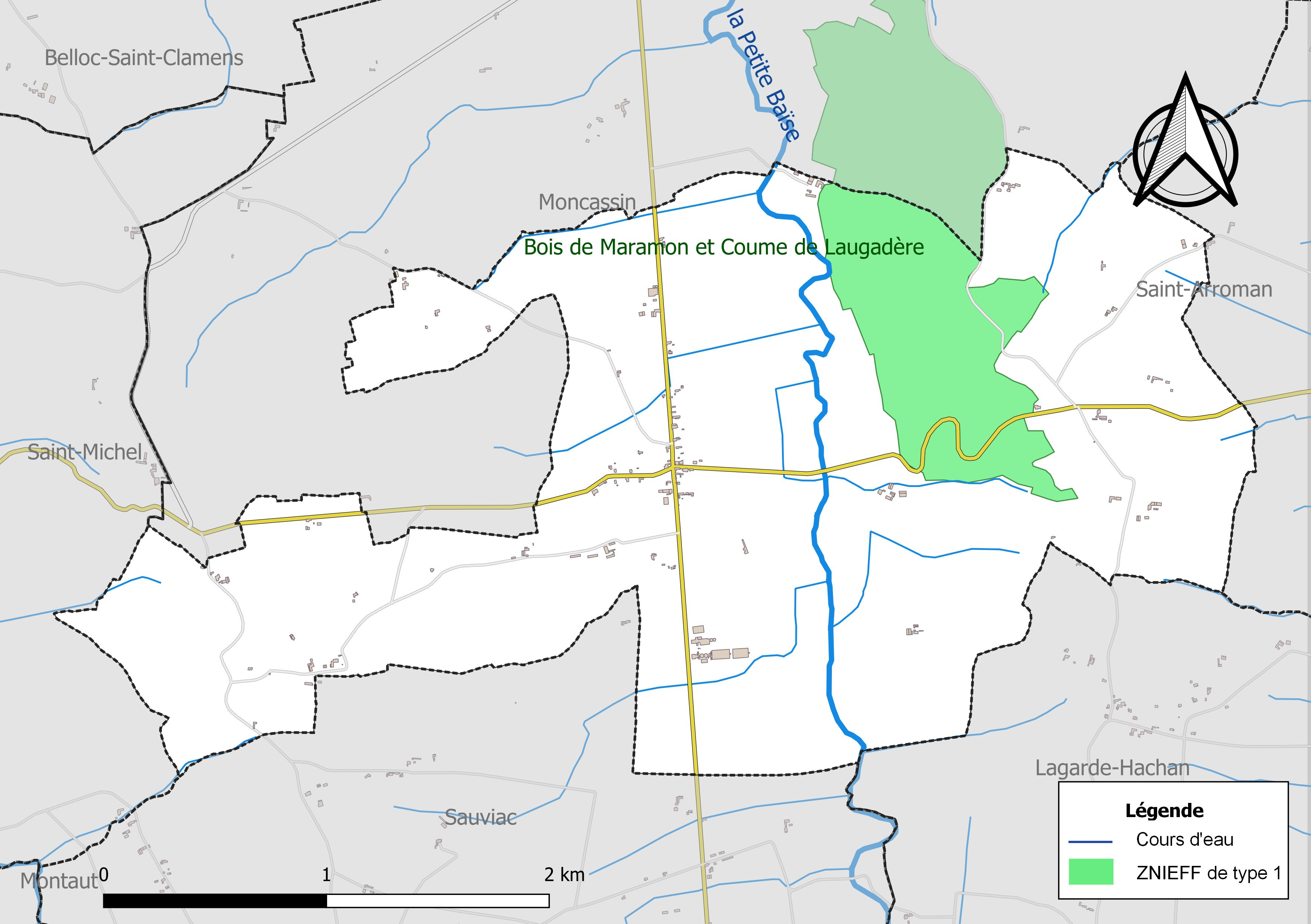
Carte de la ZNIEFF de type 1 sur la commune.
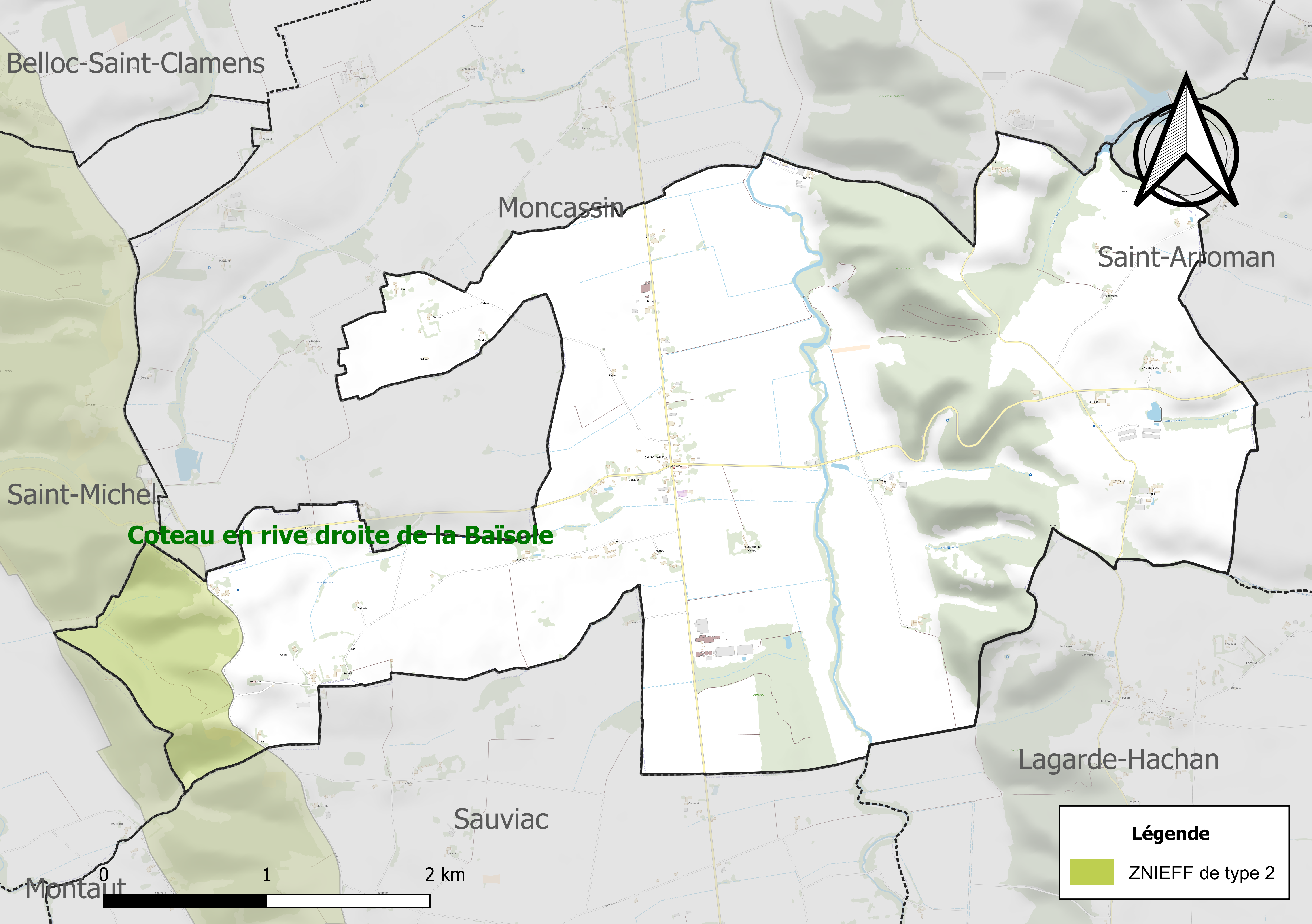
Carte de la ZNIEFF de type 2 sur la commune.

## Urbanisme

### Typologie
Au 1er janvier 2024, Saint-Élix-Theux est catégorisée commune rurale à habitat très dispersé, selon la nouvelle grille communale de densité à sept niveaux définie par l'Insee en 2022.
Elle est située hors unité urbaine. Par ailleurs la commune fait partie de l'aire d'attraction d'Auch, dont elle est une commune de la couronne,. Cette aire, qui regroupe 112 communes, est catégorisée dans les aires de 50 000 à moins de 200 000 habitants,.

### Occupation des sols
L'occupation des sols de la commune, telle qu'elle ressort de la base de données européenne d’occupation biophysique des sols Corine Land Cover (CLC), est marquée par l'importance des territoires agricoles (81 % en 2018), une proportion identique à celle de 1990 (81 %). La répartition détaillée en 2018 est la suivante : 
terres arables (77,7 %), forêts (19 %), zones agricoles hétérogènes (3,3 %). L'évolution de l’occupation des sols de la commune et de ses infrastructures peut être observée sur les différentes représentations cartographiques du territoire : la carte de Cassini (XVIIIe siècle), la carte d'état-major (1820-1866) et les cartes ou photos aériennes de l'IGN pour la période actuelle (1950 à aujourd'hui).

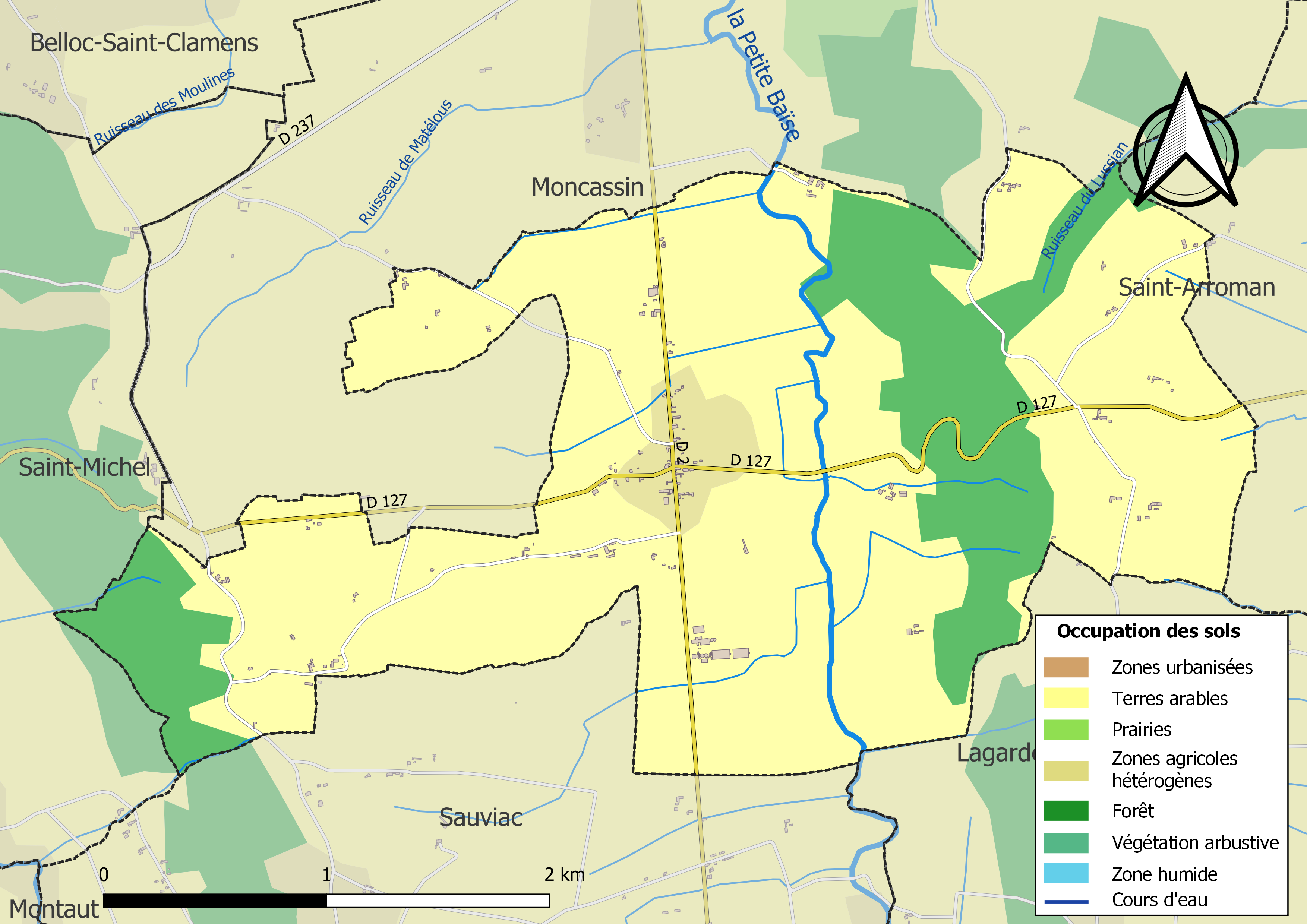
Carte des infrastructures et de l'occupation des sols de la commune en 2018 (CLC).

### Risques majeurs
Le territoire de la commune de Saint-Élix-Theux est vulnérable à différents aléas naturels : météorologiques (tempête, orage, neige, grand froid, canicule ou sécheresse) et séisme (sismicité faible). Il est également exposé à un risque technologique,  et  le risque industriel. Un site publié par le BRGM permet d'évaluer simplement et rapidement les risques d'un bien localisé soit par son adresse soit par le numéro de sa parcelle.

#### Risques naturels

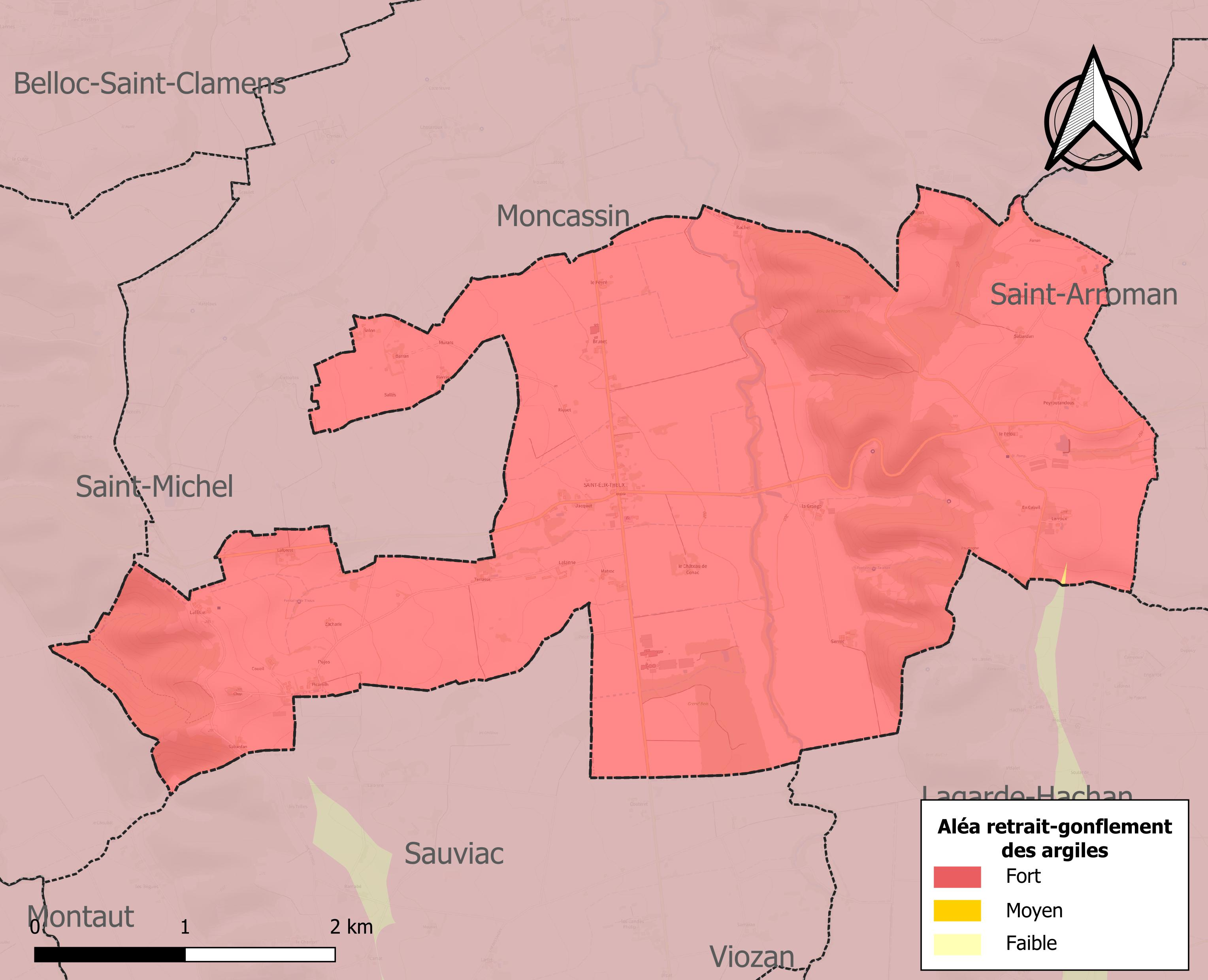
Carte des zones d'aléa retrait-gonflement des sols argileux de Saint-Élix-Theux.

Le retrait-gonflement des sols argileux est susceptible d'engendrer des dommages importants aux bâtiments en cas d’alternance de périodes de sécheresse et de pluie. La totalité de la commune est en aléa moyen ou fort (94,5 % au niveau départemental et 48,5 % au niveau national). Sur les 59 bâtiments dénombrés sur la commune en 2019, 59 sont en aléa moyen ou fort, soit 100 %, à comparer aux 93 % au niveau départemental et 54 % au niveau national. Une cartographie de l'exposition du territoire national au retrait gonflement des sols argileux est disponible sur le site du BRGM,.
Par ailleurs, afin de mieux appréhender le risque d’affaissement de terrain, l'inventaire national des cavités souterraines permet de localiser celles situées sur la commune.
La commune a été reconnue en état de catastrophe naturelle au titre des dommages causés par les inondations et coulées de boue survenues en 1999 et 2009. Concernant les mouvements de terrains, la commune a été reconnue en état de catastrophe naturelle au titre des dommages causés par la sécheresse en 1989 et 1996 et par des mouvements de terrain en 1999.

#### Risques technologiques
La commune est exposée au risque industriel du fait de la présence sur son territoire d'une entreprise soumise à la directive européenne SEVESO.

## Histoire

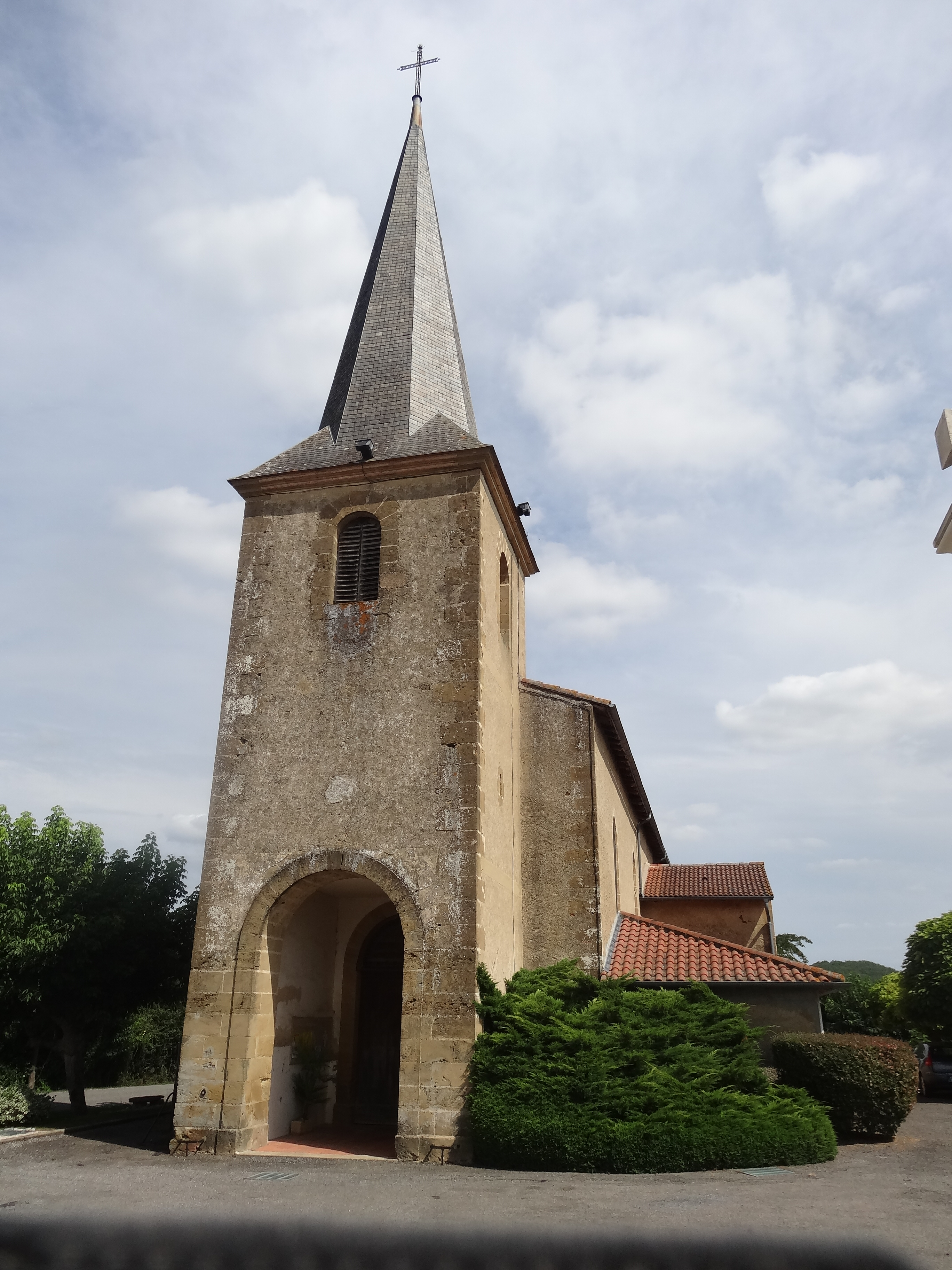
L'église.

Jadis, la voie romaine reliant Lannemezan à L'Isle-de-Noé passait sur la commune
Le village ne prit naissance que vers 1840 sous l'impulsion de Justin Cénac Moncaut. Ce dernier était maire de la commune mais également écrivain et principal propriétaire des terres de la commune ainsi que du château de Cénac. En distribuant ses terres, il permit la construction de l’école, de l’église et de la route départementale N°127 tout en créant un marché. Tout cela amène Saint-Élix-Theux à héberger plus de 400 habitants.
Theux et Saint-Élix étaient même deux villages bien distincts jusqu’à ce qu’ils ne soient rattachés en 1822.

## Politique et administration

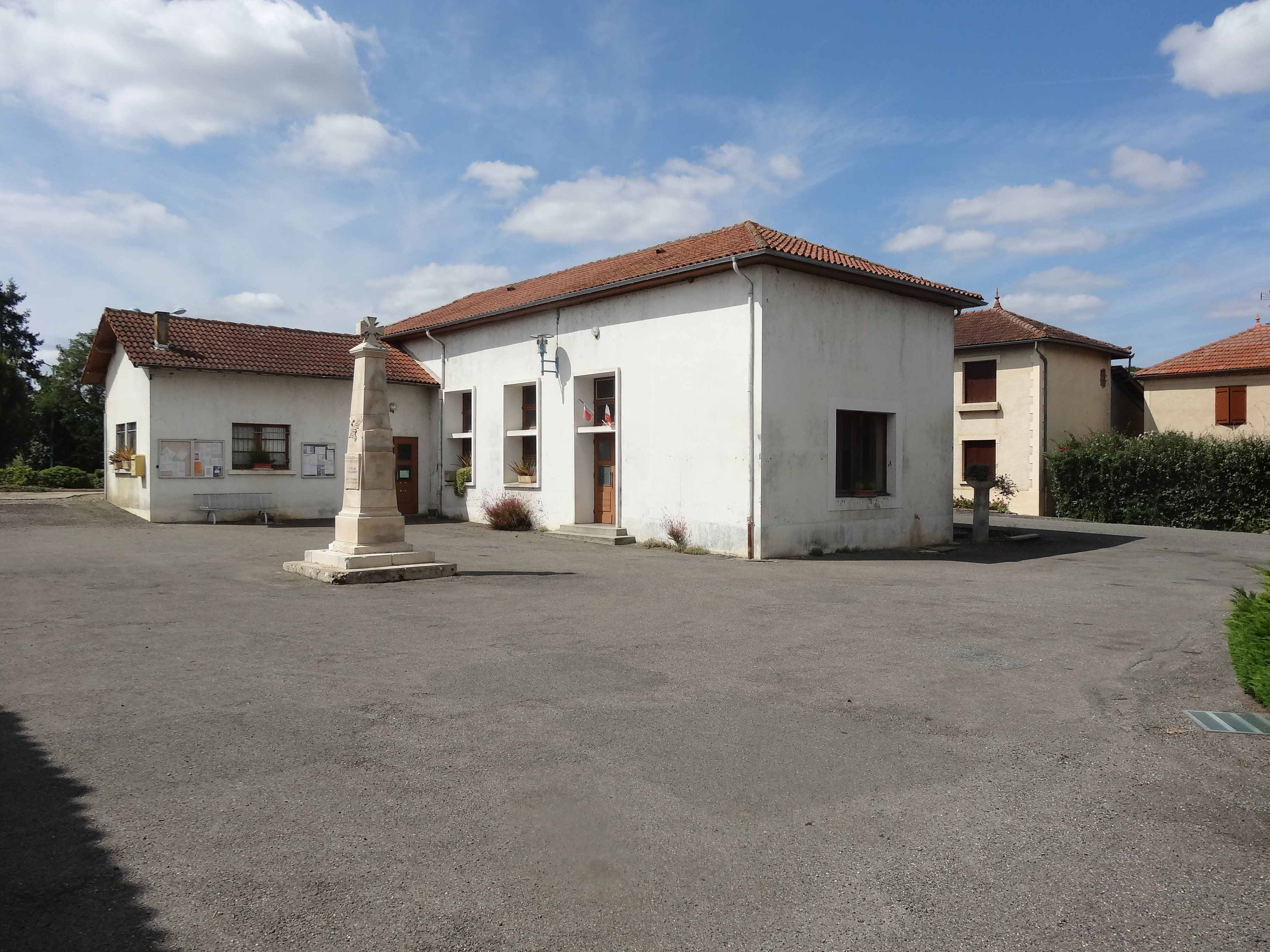
La mairie et le monument aux morts.

| Période                                  | Période  | Identité             | Étiquette | Qualité     |
| ---------------------------------------- | -------- | -------------------- | --------- | ----------- |
| ?                                        | ?        | Louis Carrau         | PCF       |             |
| mars 2001                                | En cours | Jean-Michel Laffitte | PCF       | Agriculteur |
| Les données manquantes sont à compléter. |          |                      |           |             |

## Démographie
| 1793 | 1800 | 1806 | 1821 | 1831 | 1841 | 1846 | 1851 | 1856 |
| ---- | ---- | ---- | ---- | ---- | ---- | ---- | ---- | ---- |
| 300  | 213  | 284  | 269  | 415  | 400  | 421  | 421  | 415  |

| 1861 | 1866 | 1872 | 1876 | 1881 | 1886 | 1891 | 1896 | 1901 |
| ---- | ---- | ---- | ---- | ---- | ---- | ---- | ---- | ---- |
| 423  | 392  | 400  | 382  | 363  | 340  | 316  | 305  | 294  |

| 1906 | 1911 | 1921 | 1926 | 1931 | 1936 | 1946 | 1954 | 1962 |
| ---- | ---- | ---- | ---- | ---- | ---- | ---- | ---- | ---- |
| 288  | 284  | 246  | 223  | 207  | 205  | 194  | 171  | 170  |

| 1968 | 1975 | 1982 | 1990 | 1999 | 2005 | 2006 | 2010 | 2015 |
| ---- | ---- | ---- | ---- | ---- | ---- | ---- | ---- | ---- |
| 167  | 152  | 145  | 131  | 110  | 108  | 107  | 117  | 109  |

| 2020 | 2022 | - | - | - | - | - | - | - |
| ---- | ---- | - | - | - | - | - | - | - |
| 89   | 87   | - | - | - | - | - | - | - |

## Économie

### Emploi
|                | 2008  | 2013  | 2018  |
| -------------- | ----- | ----- | ----- |
| Commune        | 1,9 % | 8 %   | 2,4 % |
| Département    | 6,1 % | 7,5 % | 8,2 % |
| France entière | 8,3 % | 10 %  | 10 %  |

En 2018, la population âgée de 15 à 64 ans s'élève à 46 personnes, parmi lesquelles on compte 73,2 % d'actifs (70,7 % ayant un emploi et 2,4 % de chômeurs) et 26,8 % d'inactifs,. Depuis 2008, le taux de chômage communal (au sens du recensement) des 15-64 ans est inférieur à celui de la France et du département.
La commune fait partie de la couronne de l'aire d'attraction d'Auch, du fait qu'au moins 15 % des actifs travaillent dans le pôle,. Elle compte 51 emplois en 2018, contre 43 en 2013 et 50 en 2008. Le nombre d'actifs ayant un emploi résidant dans la commune est de 33, soit un indicateur de concentration d'emploi de 157,7 % et un taux d'activité parmi les 15 ans ou plus de 37,5 %.
Sur ces 33 actifs de 15 ans ou plus ayant un emploi, 13 travaillent dans la commune, soit 41 % des habitants. Pour se rendre au travail, 72,4 % des habitants utilisent un véhicule personnel ou de fonction à quatre roues, 6,9 % les transports en commun, 3,4 % s'y rendent en deux-roues, à vélo ou à pied et 17,2 % n'ont pas besoin de transport (travail au domicile).

### Activités hors agriculture
21 établissements sont implantés  à Saint-Élix-Theux au 31 décembre 2019.
Le secteur de l'industrie manufacturière, des industries extractives et autres est prépondérant sur la commune puisqu'il représente 47,6 % du nombre total d'établissements de la commune (10 sur les 21 entreprises implantées  à Saint-Élix-Theux), contre 12,3 % au niveau départemental.

### Agriculture
|               | 1988 | 2000 | 2010 | 2020 |
| ------------- | ---- | ---- | ---- | ---- |
| Exploitations | 20   | 12   | 8    | 7    |
| SAU (ha)      | 691  | 539  | 598  | 530  |

La commune est dans l'Astarac, une petite région agricole englobant tout le Sud du département du Gers, un quart de sa superficie, et correspond au pied de lʼéventail gascon. En 2020, l'orientation technico-économique de l'agriculture  sur la commune est l'élevage de volailles. Sept exploitations agricoles ayant leur siège dans la commune sont dénombrées lors du recensement agricole de 2020 (20 en 1988). La superficie agricole utilisée est de 530 ha,,.

## Culture locale et patrimoine

### Lieux et monuments
- Chapelle Saint-Pierre dite aussi Saint-Eutrope de Saint-Élix-Theux. De style roman, construite sur une motte castrale et dédiée à saint Pierre, entourée d'un cimetière et surplombée par un chêne de plus de trois cents ans ;
- Église Saint-Félix de Saint-Élix-Theux (XIXe siècle) ;
- Château de Cénac (XVIIIe-XIXe siècles) ;
- Villa gallo-romaine de la Grange.

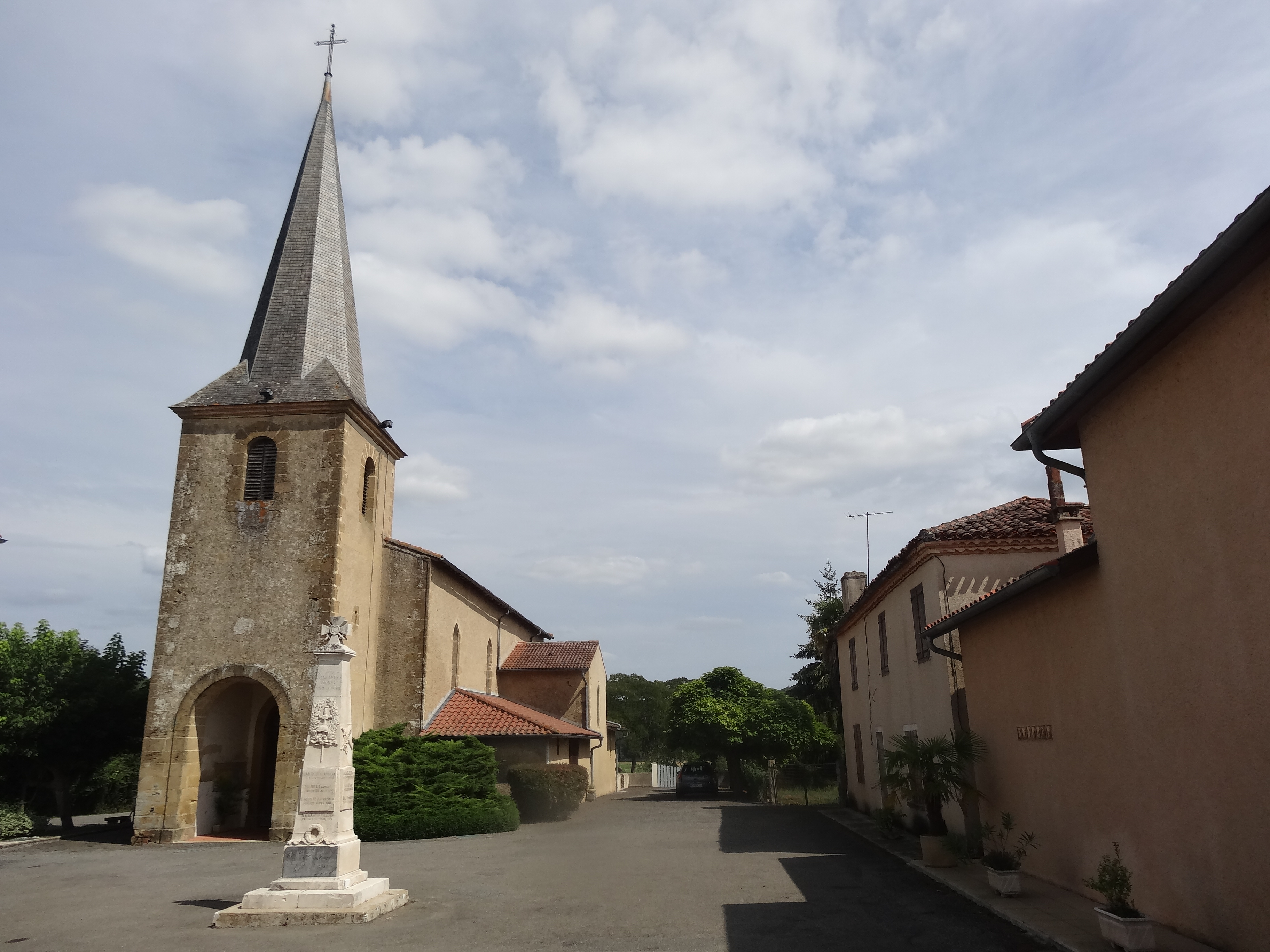
L'église et la place du village.
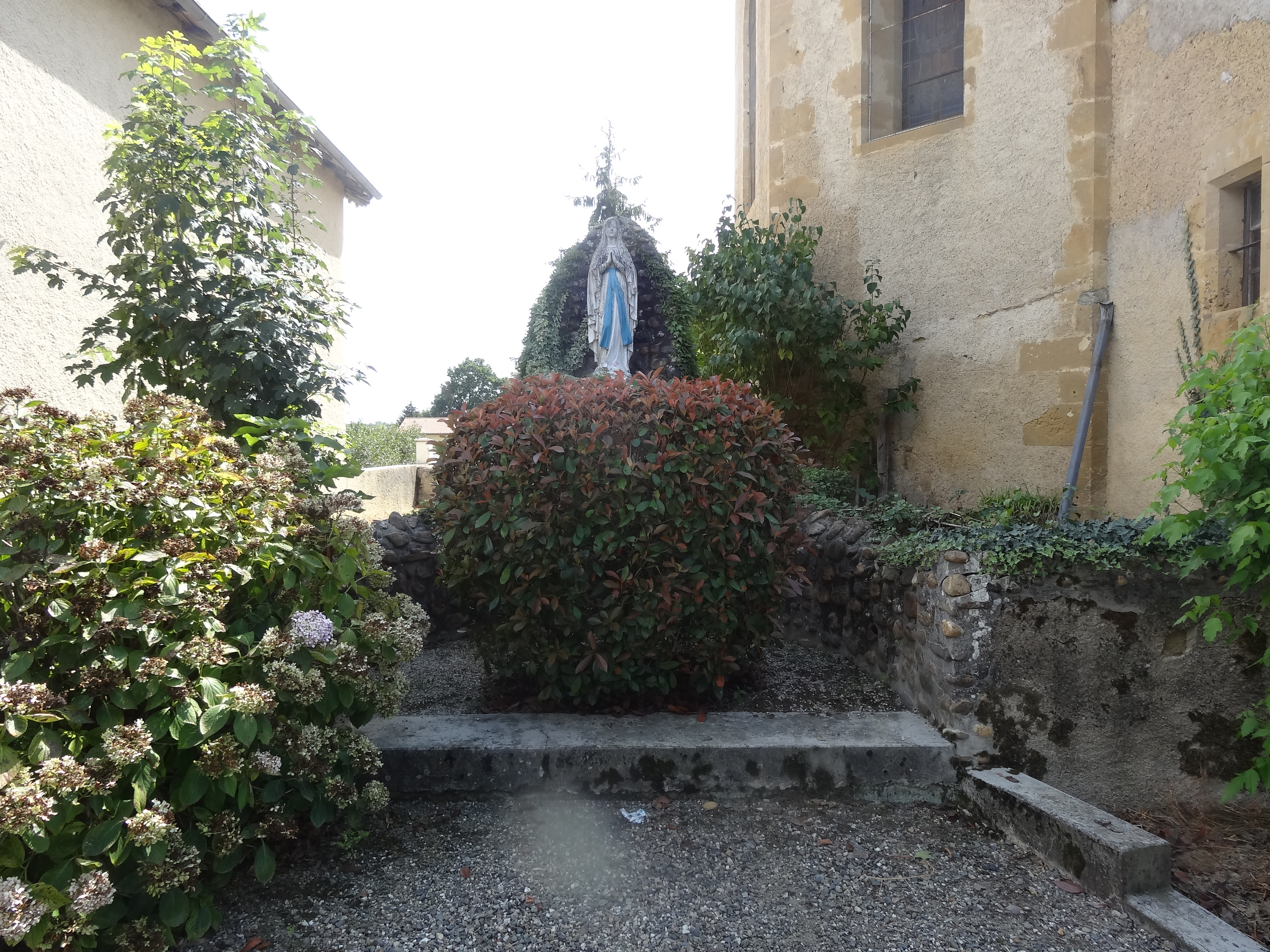
Statue à proximité de l'église.
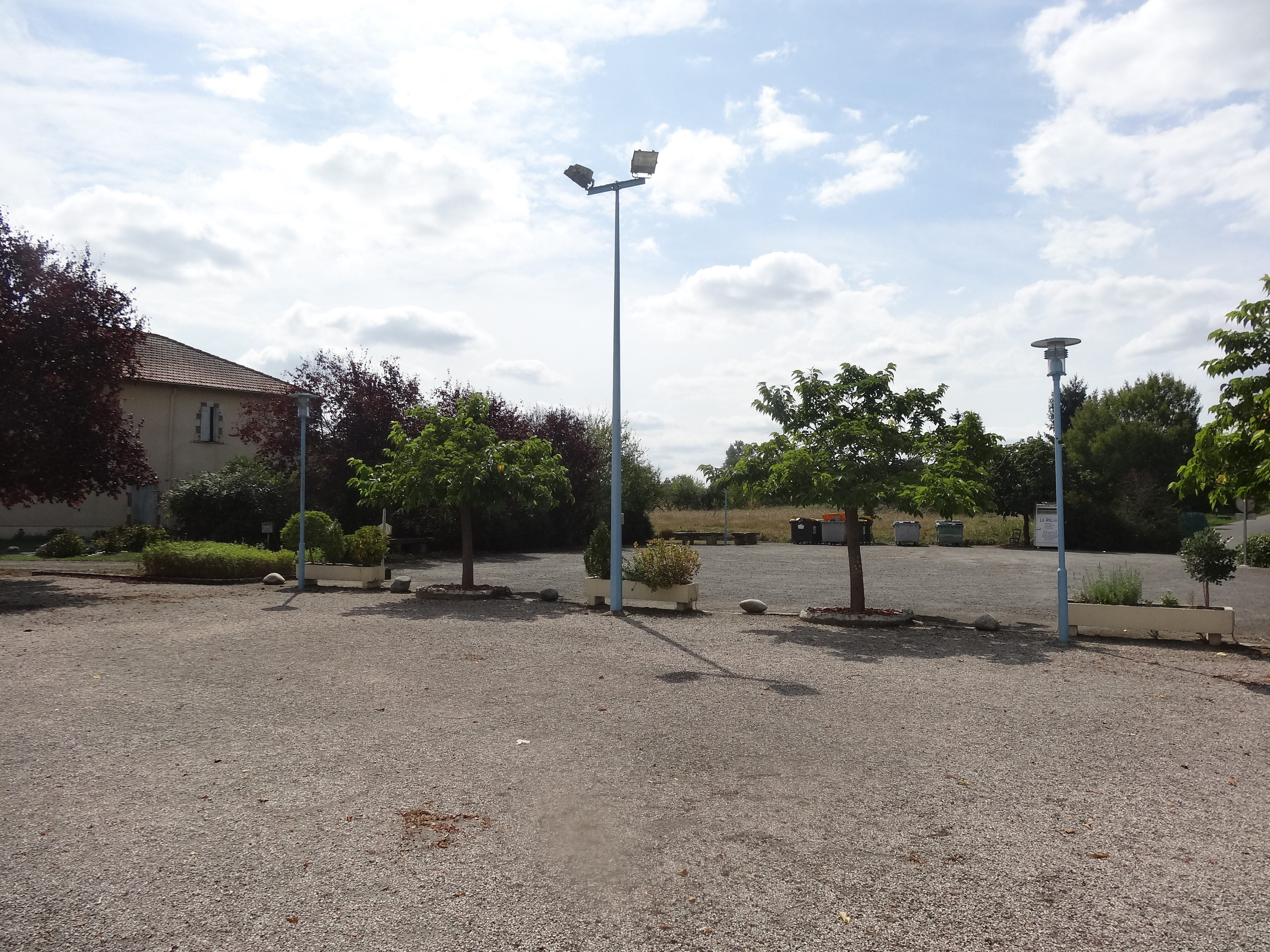
Boulodrome et parking
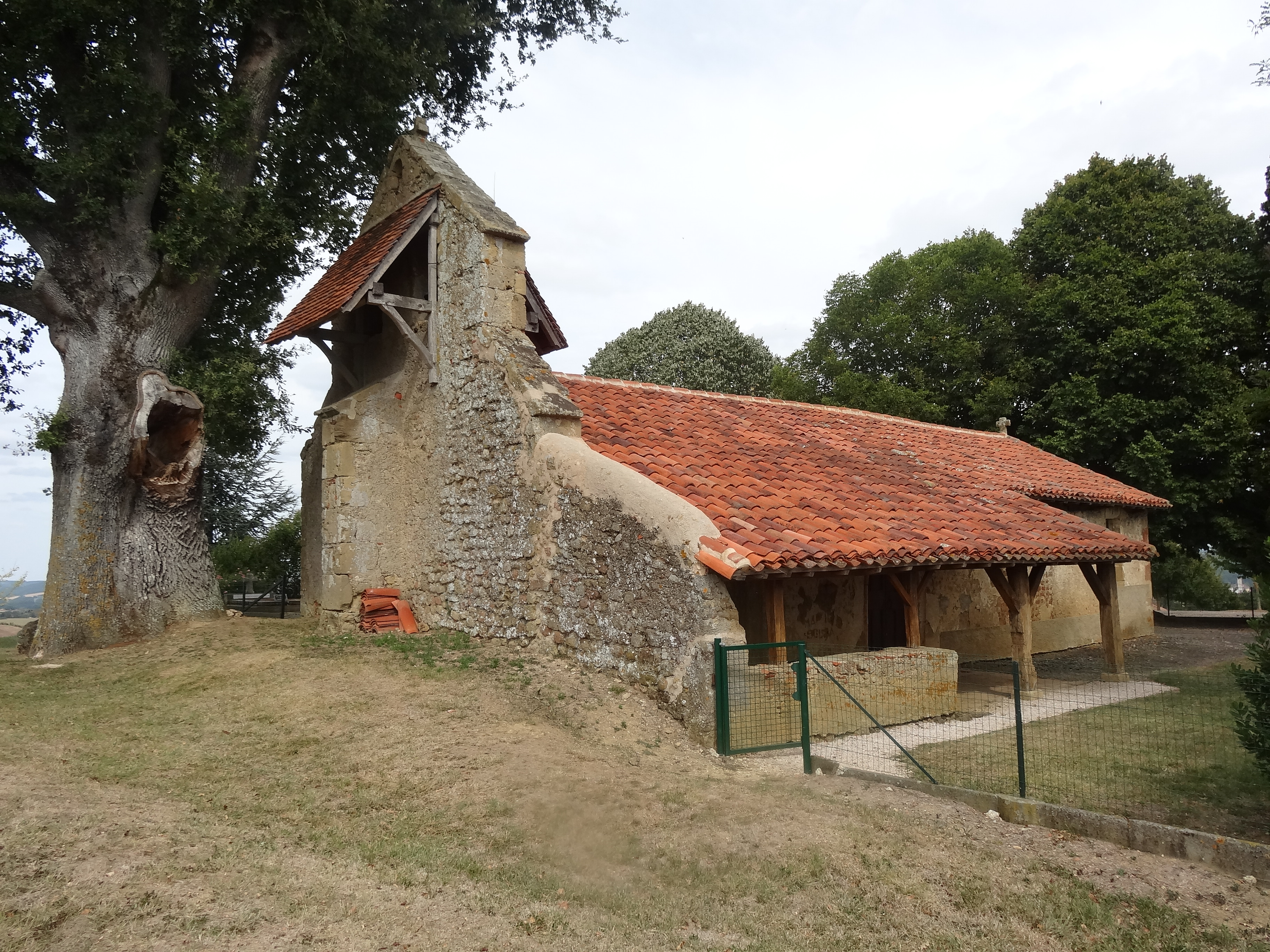
Chapelle de Theux.
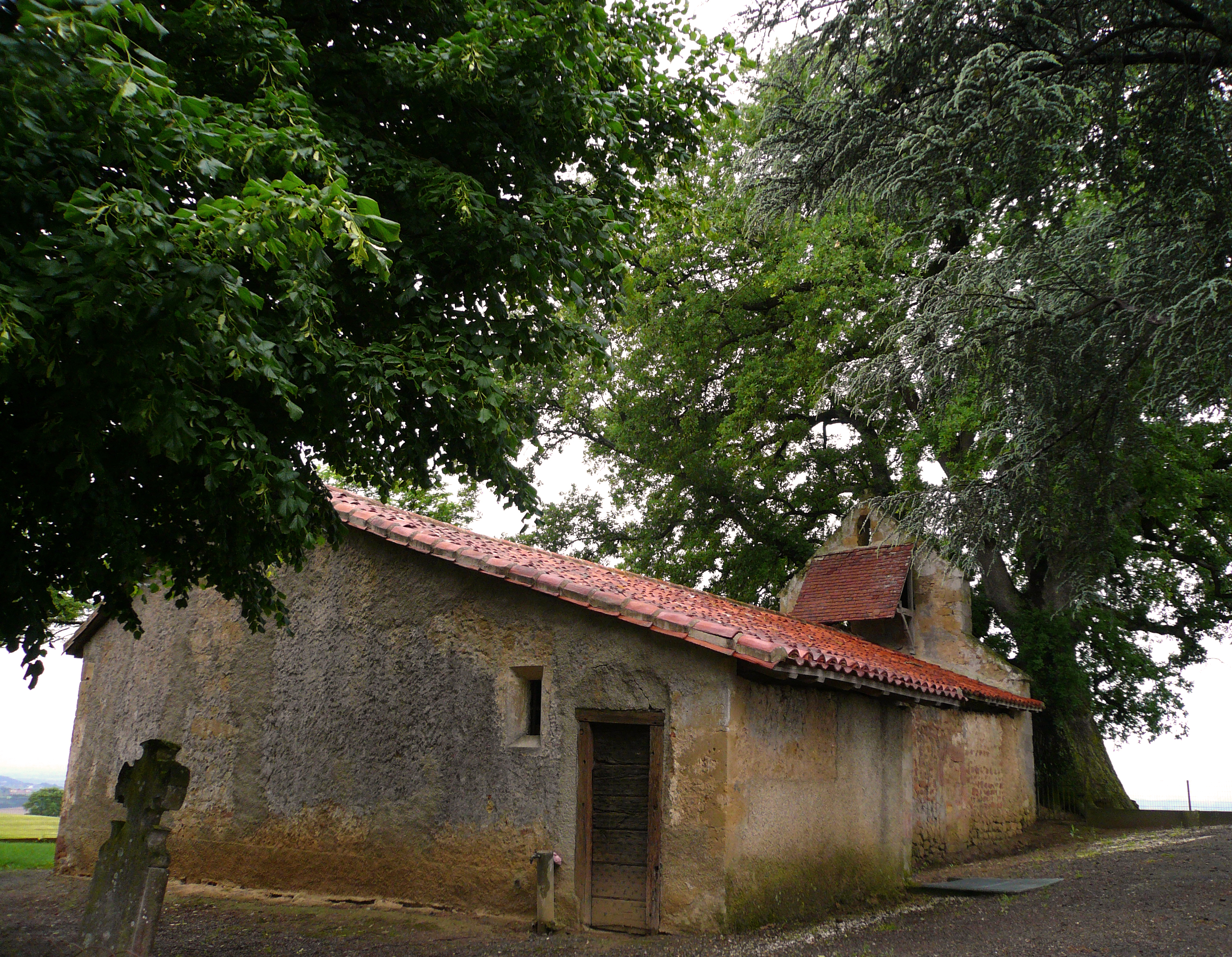
Autre vue de la chapelle.
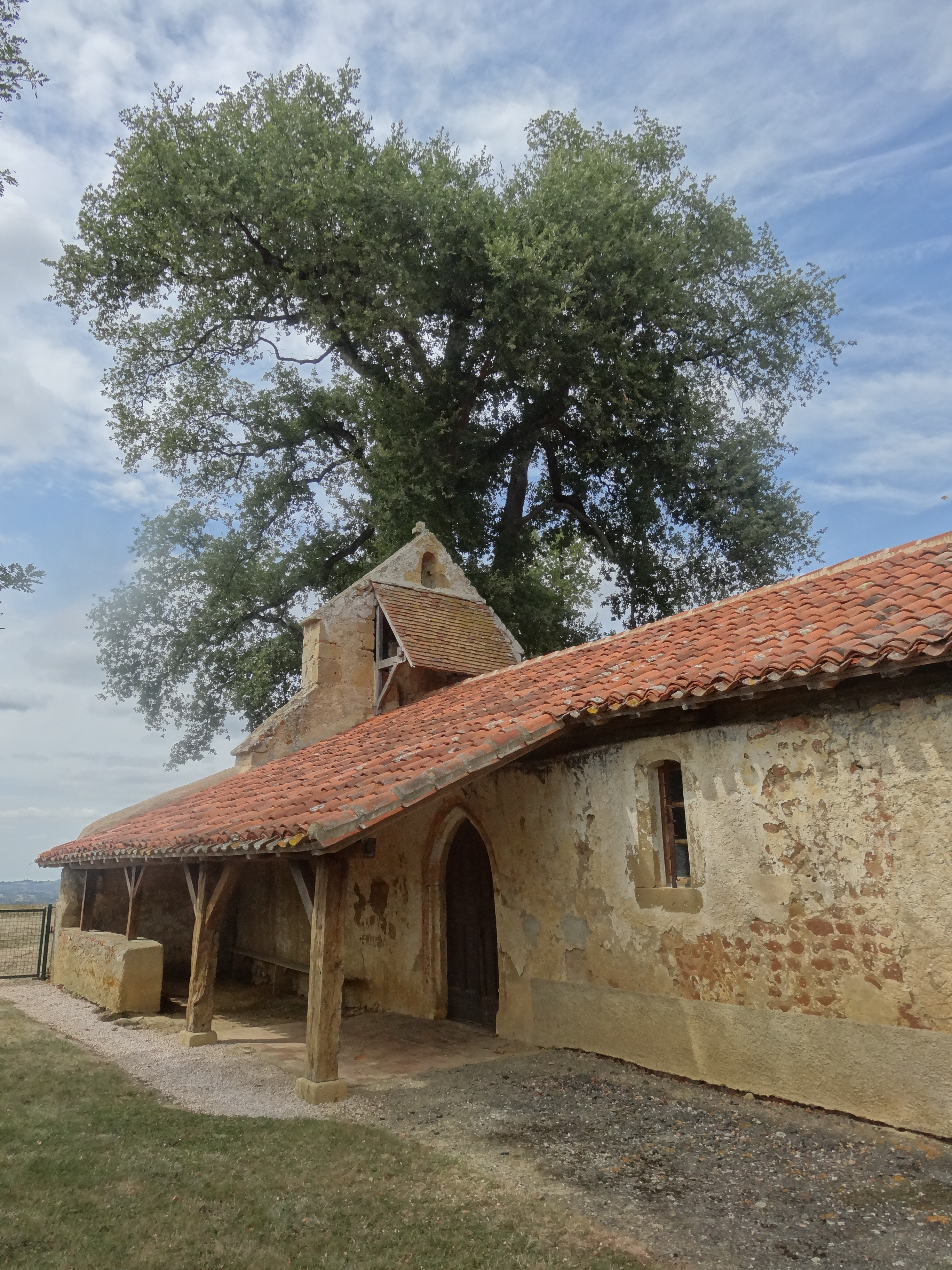
Porche de la chapelle et le chêne.
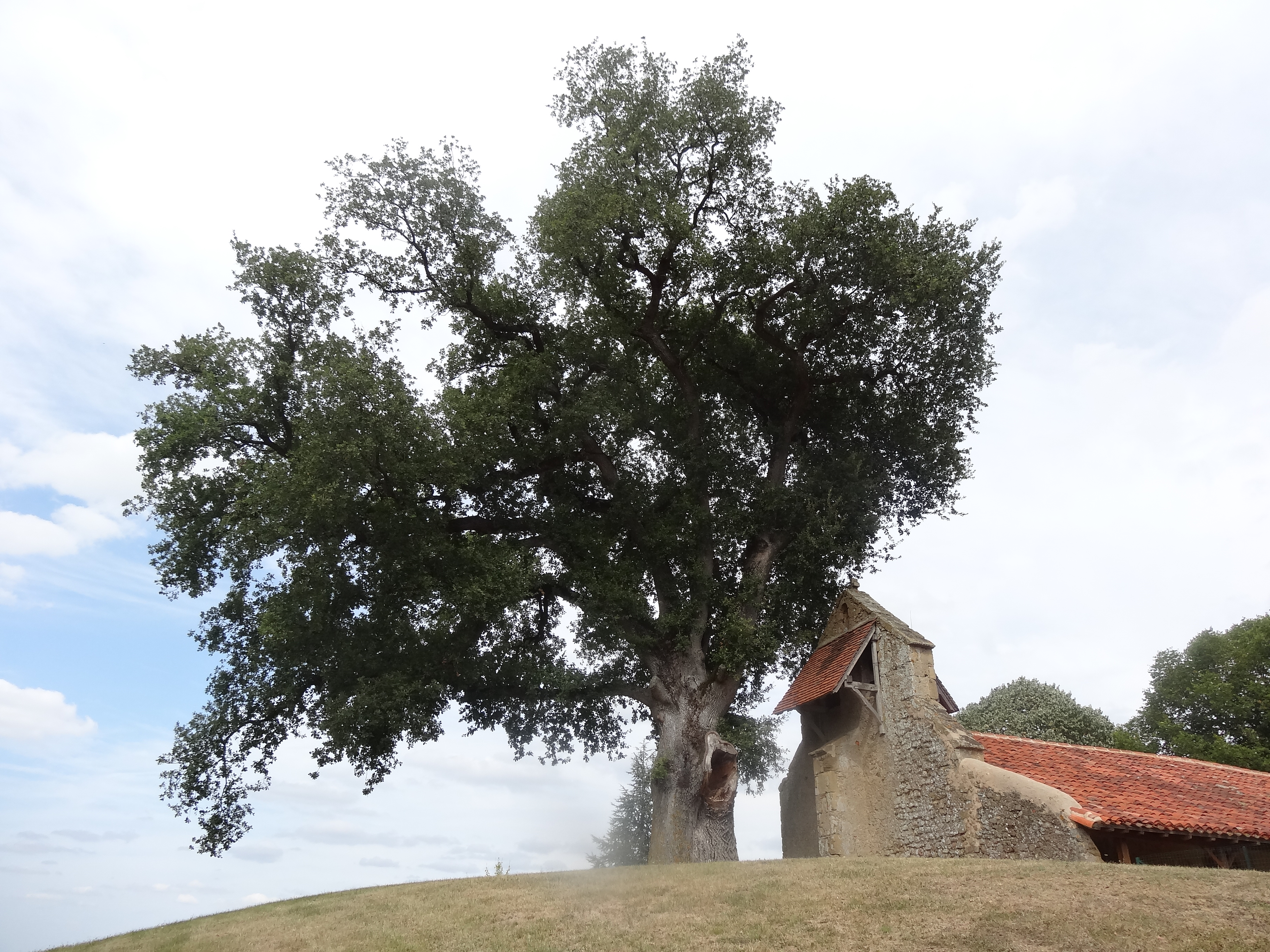
La chapelle et le chêne.
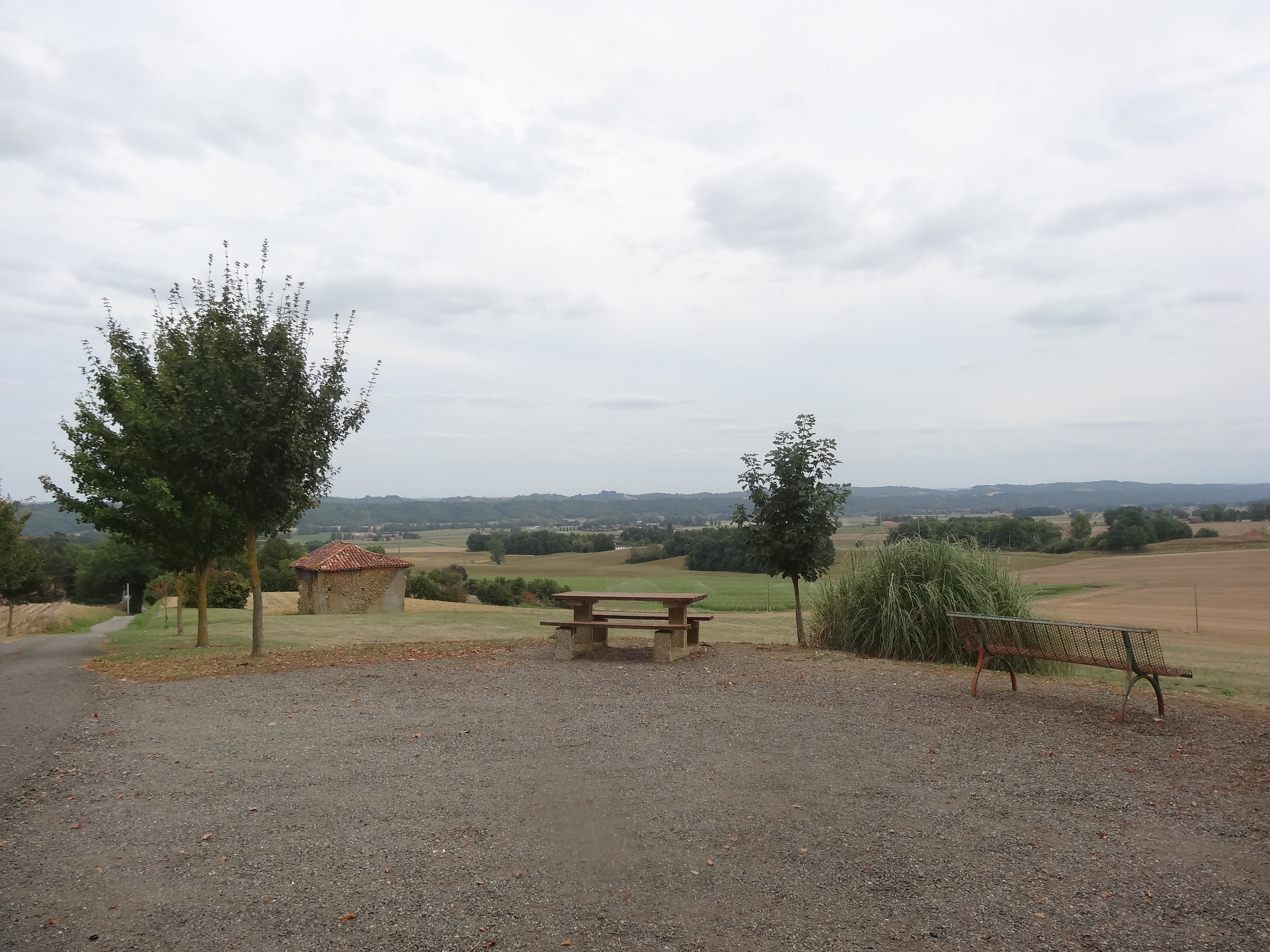
Installations à proximité de la chapelle

### Personnalités liées à la commune
- Urbain Sénac (1839-1914), homme politique né à Saint-Élix-Theux, député de Tarn-et-Garonne de 1902 à 1910.